# Église Notre-Dame-de-l'Assomption du Theil
L'église Notre-Dame-de-l'Assomption est une église catholique située au Theil en France.

## Localisation
L'église est située dans le département français de l'Orne dans la commune du Theil.

## Historique
L'édifice actuel est daté du XVe siècle, cependant l'édifice semble construit à partir de vestiges de la chapelle du château .
La commune est détruite lors de la guerre de Cent Ans en 1428.
Elle fait l'objet de travaux importants après 1450. Des travaux importants ont lieu par la suite, jusqu'au XIXe siècle.
L'édifice est inscrit au titre des monuments historiques le 24 mars 1975.

## Architecture et mobilier
L'édifice conserve du mobilier du XVIIe et du XVIIIe siècle.